# Hippasteria imperialis
Hippasteria imperialis är en sjöstjärneart som beskrevs av Shoji Goto 1914. Hippasteria imperialis ingår i släktet Hippasteria och familjen ledsjöstjärnor. Inga underarter finns listade i Catalogue of Life.